# مايكل برينان
مايكل برينان (بالإنجليزية: Michael Brennan)‏ هو مصور أخبار ومصور بريطاني، ولد في 13 أغسطس 1943.